# Sylviane Puntous
Sylviane Puntous (Montreal, 1963) is een Canadese voormalige triatlete. In 1983 won zij als eerste niet-Amerikaanse de Ironman Hawaï. Deze Ironman was de eerste Ironman waarbij de atleten de wedstrijd binnen de 18,5 uur moest voltooien. Een jaar later won ze wederom deze wedstrijd. Daarna verbeterde ze elk jaar haar fietstijd, maar werd nimmer meer eerste.
Ze heeft een tweelingzus Patricia Puntous die ook aan triatlons doet. Zij werd in 1983 en 1984 tweede.

## Titels
- Wereldkampioene triatlon op de Ironman-afstand - 1983, 1984

## Belangrijke prestaties

### triatlon
- 1983:  Ironman Hawaï - 10:43.36
- 1984:  Ironman Hawaï - 10:25.13
- 1986:  Ironman Hawaï - 9:53.13
- 1987:  Ironman Hawaï - 9:36.57
- 1989: 8e WK olympische afstand in Avignon - 2:15.38
- 1989:  Ironman Hawaï - 9:21.55

1978 geen vrouwen ·
1979 Lyn Lemaire (enige vrouw) ·
1980 Robin Beck ·
1981 Linda Sweeney ·
1982 (feb.) Kathleen McCartney ·
1982 (okt.) Julie Leach ·
1983 Sylviane Puntous ·
1984 Sylviane Puntous ·
1985 Joanne Ernst ·
1986 Paula Newby-Fraser ·
1987 Paula Newby-Fraser ·
1988 Erin Baker ·
1989 Paula Newby-Fraser ·
1990 Erin Baker ·
1991 Paula Newby-Fraser ·
1992 Paula Newby-Fraser ·
1993 Paula Newby-Fraser ·
1994 Paula Newby-Fraser ·
1995 Karen Smyers ·
1996 Paula Newby-Fraser ·
1997 Heather Fuhr ·
1998 Natascha Badmann ·
1999 Lori Bowden ·
2000 Natascha Badmann ·
2001 Natascha Badmann ·
2002 Natascha Badmann ·
2003 Lori Bowden ·
2004 Natascha Badmann ·
2005 Natascha Badmann ·
2006 Michellie Jones ·
2007 Chrissie Wellington ·
2008 Chrissie Wellington ·
2009 Chrissie Wellington ·
2010 Mirinda Carfrae ·
2011 Chrissie Wellington ·
2012 Leanda Cave ·
2013 Mirinda Carfrae ·
2014 Mirinda Carfrae ·
2015 Daniela Ryf ·
2016 Daniela Ryf ·
2017 Daniela Ryf ·
2018 Daniela Ryf ·
2019 Anne Haug